# Indigo (glasbena skupina)
Indigo je slovenska skupina iz Novega mesta oz. Ljubljane, ki deluje od leta 2011.

## Zgodovina
Njihov prvi komad je bil »Se še spomniš«, za katerega so posneli tudi svoj prvi videospot (2012). Novembra 2013 je izšel njihov prvenec Drugačna, ki je nastal v sodelovanju s producentom Petrom Penkom. Snemati so ga začeli konec leta 2012. Izid albuma je pospremil istoimenski singl. Za videospot za »Drugačno« so na festivalu svobodne video produkcije v Kamniku januarja 2014 prejeli prvo nagrado (zlata ribica). »Drugačni« so sledile »Kresnice« in remix »Se še spomniš«, za katerega je poskrbel Penko. Vse tri so bile popevke tedna na Valu 202. Maja 2014 so nastopili na Vičstocku.
Po približno dvoletnem premoru se je skupina vrnila na sceno kot trio Čuček-Pavlin-Valerij. S pesmijo »Vesna« so sodelovali na Emi 2018, v finalu katere so osvojili 7. mesto. Zasedbi se je (v letu 2018) kot četrti član pridružil Peter Penko, ki je z njimi sicer sodeloval že prej. 21. junija 2019 (na poletni solsticij) so izdali drugi album Nikrmana. 

## Člani
- Anže Čuček (bas)
- Anja Pavlin (klaviature, vokal)
- Maj Valerij (vokal; saksofon)
- Peter Penko

Prvotno zasedbo sta sestavljala še kitarist Danijel Malik (električna kitara) in bobnar Marko Špolar. Nekoliko pozneje (po tem, ko je bil prvenec že posnet) se je pridružil še kitarist Matija Narobe. Bend je tako nekaj časa, do Malikovega odhoda leta 2014, imel dva kitarista.

## Diskografija
Albumi
- 2013: Drugačna

| Drugačna | Drugačna                                                      |
| Skladbe | Zasedba                                                       |
| --- | ------------------------------------------------------------- |
| - Dež na soncu - 24 - Drugačna - Butterfly - Ulica resničnih zgodb - Naj poleti - Ali spi - Lepa si - Čas lovim - Napaka - Se še spomniš | Anže Čuček Anja Pavlin Maj Valerij Danijel Malik Marko Špolar |

- 2019: Nikrmana

| Nikrmana | Nikrmana                                       |
| Skladbe | Zasedba                                        |
| --- | ---------------------------------------------- |
| - Škržati - Vesna (ft. Katice) - Ajdovska - Kresnice/Tam - Vem kan segla förutan vind / Kdo zna pluti v brezvetrju (ft. Marina Martensson) - Tih deževen dan - Nikrmana - Leio - Hrasti - Stroj | Anže Čuček Anja Pavlin Maj Valerij Peter Penko |

Singli
- 2012: Se še spomniš
- 2013: Drugačna
- 2014: Kresnice
- 2014: Se še spomniš (Peter Penko Remix)
- 2015: 24
- 2018: Vesna
- 2018: Tih deževen dan
- 2019: Ajdovska
- 2019: Škržati
- 2019: Hrasti